# Dean O'Gorman
Dean O'Gorman (Auckland, 1 de dezembro de 1976) é um ator da Nova Zelândia.

## Biografia
O'Gorman cursou karatê com dez anos, chegando a faixa preta. Formou-se na universidade de Drama Rangitoto, junto com o irmão Brett.
Dean vive Fili na trilogia O Hobbit de Peter Jackson.

## Prêmios
- Uma indicação para melhor ator em 2005 por McLeod's Daughters, no Logie Awards.

## Filmografia
- Trumbo (2015)
- The Hobbit: There and Back Again (2014)
- The Hobbit: The Desolation of Smaug (2013)
- The Hobbit: An Unexpected Journey (2012)
- The Almighty Johnsons (2011)
- Mary Worth (2006)
- McLeod's Daughters (2004-2005)
- Serial Killers (2004)
- MDA (2003)
- Farscape (2003)
- Toy Love (2002)
- Snakeskin (2001)
- Lawless: Beyond Justice (2001
- Xena: Warrior Princess (1996-2000)
- Little Samurai (2000)
- Duggan (1999)
- Young Hercules (1998-1999)
- Big Sky (1999)
- Fearless (1999)
- The Legend of William Tell (1998)
- When Love Comes (1998)
- Young Hercules (1998)
- Hercules: The Legendary Journeys (1995-1998)
- The Chosen (1998)
- Doom Runners (1997)
- Shortland Street (1992)
- Siren (1996)
- Return to Treasure Island (1996)
- Bonjour Timothy (1995)
- Raider of the South Seas (1990)
- The Rogue Stallion (1990)